# Башкортостан и вторжение России на Украину
В российско-украинской войне принимают участие выходцы из Башкортостана, причём как в составе российской армии, так и в составе украинской армии. Республика Башкортостан, будучи субъектом России, принимает активное участие во вторжении России в Украину. На оккупированные Россией украинские территории из республики отправляются гуманитарные грузы, а выходцы из республики воюют в составе российской армии. Участие Башкортостана в войне России против Украины самым прямым негативным образом сказывается на демографии, экономике и социальном положении Башкортостана.
По состоянию на декабрь 2024 года Башкортостан является абсолютным лидером по числу погибших на войне в Украине. Башкортостан вместе с Татарстаном опережают другие субъекты по темпу роста потерь.

## Во время войны

### Добровольческие батальоны
В июне 2023 года был сформирован 31-й мотострелковый полк «Башкортостан», входящий в состав ВС РФ. Создание и формирование полка было поддержано властями республики, в том числе главой РБ Радием Хабировым. В состав полка вошли ряд батальонов, батарей, рот, и.т.д названных в честь некоторых участников войн, выходцев из Башкортостана. В сентябре 2023 года полк вступил в войну. Общая численность полка составила 2,5 тысячи человек. Одним из таких батальонов стал батальон имени Салавата Юлаева. Участвовавшие в боях в Курской области и на Донбассе.
По словам Радия Хабирова: «от первого состава батальона Шаймуратова осталось от силы два десятка человек — часть погибла, часть демобилизовались, кто-то был ранен; там уже второй-третий состав зашёл».

### Поддержка войны
Свою однозначную позицию выразил глава Радий Хабиров, ставший главным проводником военной политики в Башкортостане. В декабре 2023 года против него были введены санкции со стороны стран Европейского Союза за активную поддержку войны и со стороны США, Австралии и Новой Зеландии за мобилизационные усилия.
По мнению аналитика Вадима Харуна Сидорова, глава РБ Радий Хабиров является эффективным менеджером партии войны. В своём интервью он заявил, что самостоятельно выбрал приоритет продвижения военной политики в Башкортостане, так как «каждый руководитель сам определяет приоритеты политики» и что «нет ничего важнее активного участия в этой войне для Башкортостана».

### Статья Резникова
В мае 2023 года министр обороны Алексей Резников написал статью на тему участия башкир в войне против Украины. В своей статье Резников отметил, что участие башкир в войне на стороне России неоправданно, так как Украина не является для башкир врагом и не несёт угрозы существования. Напротив, как отмечает Резников, российское правительство проводит в Башкортостане политику очернения башкирской истории. По его словам участие башкир в войне не изменит положение самих башкир.
«Надругались над памятью Заки Валиди в угоду людоедской политике Москвы, пытающейся искоренить все, что не вписывается в имперскую и нацистскую по своей стутью концепцию "русского мира". Сегодня они уничтожают археологическое наследие древнего города Башкорт. А завтра могут сделать "экстремистом" Салавата Юлаева», - заявляет Резников.
На его статью ответил глава РБ Радий Хабиров, который в свою очередь заявил, что его задача заключается в обеспечении отправки жителей Башкортостана на войну. В своей статьей он также обвинил украинское руководство в нацизме.

### Антивоенная позиция
По словам Руслана Габбасова, лидера Комитета башкирского национального движения за рубежом подавляющее большинство башкир выступает против войны на Украине. Свою антивоенную позицию и поддержку Украине выразил Комитет башкирского национального движения за рубежом.

### Атака дронов
9 мая 2024 года украинский беспилотник атаковал Салаватнефтеоргсинтез.

## Башкиры в составе украинской армии
В ноябре 2022 года в составе Вооружённых Сил Украины была образована рота «Башкорт», в состав которой входят этнические башкиры и уроженцы Республики Башкортостан. Образование роты было обусловлено заявлением о стремлении к обретению независимости Башкортостана. В состав роты входит группа аэроразведки, снайперская группа «Өрәк», и др. Исходя из данных представленных ротой известно, что они успели принять участие в прямых боестолкновениях и использовании военных дронов.
В сентябре 2023 года Комитет башкирского национального движения за рубежом была де-юре создана Башкирская освободительная армия в составе Вооружённых Сил Украины.

## Потери на войне
По состоянию на декабрь 2024 года Башкортостан является абсолютным лидером по числу погибших на войне в Украине. Башкортостан вместе с Татарстаном опережают другие субъекты по тему роста потерь. По данным Идель-Реалии в Украине погибло только официально 4048 уроженцев Башкортостана по состоянию на декабрь 2024 года. По данным BBC погибло 3487 человек на декабрь 2024 года, что всё равно делает Башкортостан лидером по числу погибших. По данным сайта ЧВРБ на 08 января 2025 года погибло 4080 военнослужащих из Республики Башкортостан. В 2024 году Башкортостан стал первым в России регионом по количеству потерь. Для сравнения, во время войны в Афганистане, которая длилась 10 лет, погибло 335 жителей Республики Башкортостан. За первую и вторую чеченские войны, которые шли 12 лет, погибло 446 военнослужащих. .